# Ларін Віталій Пилипович
Віталій Пилипович Ларін (29 квітня 1895, слобода Тростянка Області Війська Донського, тепер Єланського району Волгоградської області, Російська Федерація — розстріляний 19 грудня 1937, місто Ростов-на-Дону, тепер Російська Федерація) — радянський діяч, голова виконавчого комітету Північно-Кавказької та Азово-Чорноморської крайових рад, член ЦВК СРСР. Член Центральної контрольної комісії ВКП(б) у 1924—1934 роках.

## Біографія
Народився в родині вчителя. З 1905 по 1912 рік навчався в Усть-Медведицькому реальному училищі. З 1912 року навчався на гірничому факультеті Донського політехнічного інституту.
Член РСДРП(б) з 1914 року.
У 1916 році був одним із керівників підпільної більшовицької організації міста Новочеркаська. У 1917—1918 роках — голова підпільного революційного комітету Новочеркаська.
У квітні 1918 року учасник I з'їзду рад Донської республіки, обраний членом Центрального виконавчого комітету (ЦВК) Донської республіки.
З травня 1918 по 1919 рік — голова Хоперського окружного бюро РКП(б), голова Хоперського окружного революційного комітету, голова Балашовського відділення Донського бюро ЦК РКП(б).
У 1919—1920 роках — комісар із формування Кавказької козачої дивізії на Південному фронті РСЧА, в Особливому Донському кінному корпусі, завідувач агітаційного відділу 9-ї армії РСЧА.
У червні 1920 року обраний членом Донського обласного комітету РКП(б). Потім був на партійній роботі на Далекому Сході, займався відновленням шахт і створенням рудуправлінь в Донбасі.
У 1922—1924 роках — слухач Комуністичної академії в Москві.
У 1924—1928 роках — керівник групи в Народному комісаріаті робітничо-селянської інспекції СРСР.
У 1928 — квітні 1931 року — голова Північно-Кавказької крайової контрольної комісії ВКП(б) — крайової робітничо-селянської інспекції.
У квітні 1931 — грудні 1932 року — 2-й секретар Північно-Кавказького крайового комітету ВКП(б).
29 листопада 1932 — січень 1934 року — голова виконавчого комітету Північно-Кавказької крайової ради в Ростові-на-Дону.
У січні 1934 — червні 1937 року — голова виконавчого комітету Азово-Чорноморської крайової ради в Ростові-на-Дону.
11 червня 1937 року заарештований органами НКВС. Засуджений Воєнною колегією Верховного суду СРСР 19 грудня 1937 року до страти, розстріляний того ж дня в місті Ростові-на-Дону.
У квітні 1956 року посмертно реабілітований.

## Нагороди
- орден Леніна (20.12.1935)